# 乌龙乡
乌龙乡，是中华人民共和国重庆市巫溪县下辖的一个乡镇级行政单位。

## 行政区划
乌龙乡下辖以下地区：
银洞社区、大坡村、大溪村、中坪村、林场村、水浒村、鸳鸯村、马鬃村和高竹村。